# William Steig
William Steig (New York, 14 novembre 1907 – Boston, 3 ottobre 2003) è stato un illustratore, scultore e scrittore statunitense, specializzato nella letteratura per ragazzi. 
Nel 1990 ha scritto il libro Shrek!, che ha dato origine all'omonimo franchise legato a film d'animazione, musical e videogiochi.

## Biografia
Figlio di immigrati polacco-ebrei, fu incoraggiato dai genitori nelle sue inclinazioni artistiche, tanto che durante l'infanzia si cimentò nella pittura e fu un gran lettore di libri. Inoltre, durante gli anni del collegio, praticò anche discipline sportive come membro della squadra di polo. Dopo essersi diplomato alla Townsend Harris High School, Steig trascorse due anni al City College of New York, tre al National Academy of Design e cinque alla School of Fine Arts dell'Università Yale.
Quando la sua famiglia ebbe difficoltà finanziarie durante la Grande depressione, nel 1930 Steig iniziò a collaborare come disegnatore free lance per il New Yorker, pubblicando nel corso dei decenni successivi oltre 1600 disegni sul quotidiano newyorkese.
Steig fu uno dei 250 scultori in mostra alla 3rd Sculpture International tenutasi al Philadelphia Museum of Art nell'estate del 1949.
Steig è stato un paziente dello psichiatra Wilhelm Reich, ha disegnato le illustrazioni per uno dei suoi libri, Ascolta piccolo uomo e ha scritto la prefazione del libro Bambini del futuro.
Nel 1968 iniziò a scrivere libri per ragazzi; due anni dopo, con il terzo di questi, Sylvester and the Magic Pebble, vinse la Medaglia Caldecott.  Nell'arco della sua carriera letteraria, Steig ha pubblicato più di trenta libri per ragazzi: tra questi il più noto è il libro illustrato Shrek!, scritto nel 1990, da cui è stato tratto nel 2001 il film d'animazione Shrek, prodotto dalla DreamWorks SKG (a cui hanno fatto seguito Shrek 2, Shrek terzo e Shrek e vissero felici e contenti). Dopo la morte di Steig, avvenuta nel 2003, nel film Shrek 2 è stata onorata la sua memoria inserendo nei titoli di coda il suo nome accompagnato da un piccolo disegno di Shrek e Ciuchino che rivolgono uno sguardo triste verso la luna, come se avessero perso un caro amico.
Steig è stato sposato dal 1936 al 1949 con l'artista Elizabeth Mead (1909-1983), sorella dell'antropologa Margaret Mead; da lei ebbe due figli, Jeremy e Lucinda. Nel 1950 sposò la sua seconda moglie Kari Homestead, da cui ebbe una figlia, Margit Laura. Dopo il loro divorzio, Steig si sposò con Stephanie Healey dal 1964 al 1966. Infine ebbe un quarto matrimonio con Jeanne Doron, durato fino alla sua morte.

## Opere
- The Lonely Ones (1942)
- Persistent Faces (1945)
- Mr. Blandings Builds His Dream House (1946, solo illustrazioni)
- Dreams of Glory (1953)
- CDB! (1968)
- Roland the Minstrel Pig (1968)
- Silvestro e il sassolino magico (Sylvester and the Magic Pebble) (1969)
- Rotten Island (1969)
- Amos and Boris (1971)
- Dominic (1972)
- Il vero ladro (The Real Thief) (1973)
- Farmer Palmer's Wagon Ride (1974)
- L'isola di Abelardo (Abel's Island) (1976) - vincitore dello Honor Book per il premio Phoenix nel 1996
- Margherita e l'osso parlante (The Amazing Bone) (1976)
- Caleb & Kate (1977)
- Tiffky Doofky (1978)
- Drawings (1979)
- Gorky Rises (1980)
- Il dottor De Soto (Doctor De Soto) (1982)
- CDC? (1984)
- Doctor De Soto Goes to Africa (1984)
- Ruminations (1984)
- Yellow & Pink (1984)
- Solomon:  The Rusty Nail (1985)
- Brave Irene (1986)
- The Zabajaba Jungle (1987)
- Mamo fa il broncio (Spinky Sulks) (1988)
- Shrek! (1990)
- Alpha Beta Chowder (1992)
- Zeke Pippin (1994)
- The Toy Brother (1996)
- A Handful of Beans: Six Fairy Tales / retold by Jeanne Steig (1998, solo illustrazioni)
- Pietro Pizza (Pete's a Pizza) (1998)
- Made for Each Other (2000)
- Wizzil (2000)
- Il dono di Zeus: i sedici miti più affascinanti della tradizione classica (A Gift from Zeus: sixteen favorite myths) (2001) (testi di Jeanne Steig, illustrazioni di William Steig)
- Potch & Polly (2002)
- When Everybody Wore a Hat (2003)
- Yellow & Pink (2003)